# قلب ميدلوثيان
قلب ميدلوثيان (بالإنجليزية: The Heart of Midlothian)‏ هي الرواية السابعة ضمن روايات ويفرلي للكاتب السير والتر سكوت. وقد نشرت أصلا في أربعة مجلدات في 25 تموز 1818، في السلسلة الثانية من «حكايات عن مالك الأرض»، وكان اسم المؤلف على الرواية «جيديدايا كليشبوثام، مدير المدرسة وكاتب أبرشية غاندركلو». ورغم أن هوية سكوت كانت معروفة قبل هذا الوقت كمؤلف لروايات ويفرلي، فقد اختار أن يكتب تحت اسم مستعار. صدر الكتاب بعد سبعة أشهر فقط من قصة روب روي التي حققت نجاحا كبيرا. كان سكوت وقتها يتعافى من المرض، وكتب بوتيرة أكبر من المعتاد. عندما صدر الكتاب حقق شعبية جاوزت روايته الأخيرة.
كتب جزء كبير من الحوار باللغة الإسكتلندية، وبعض الطبعات تحمل شروحا للكلمات.

## روابط خارجية
- قلب ميدلوثيان على موقع الموسوعة البريطانية (الإنجليزية)